# Réquiem

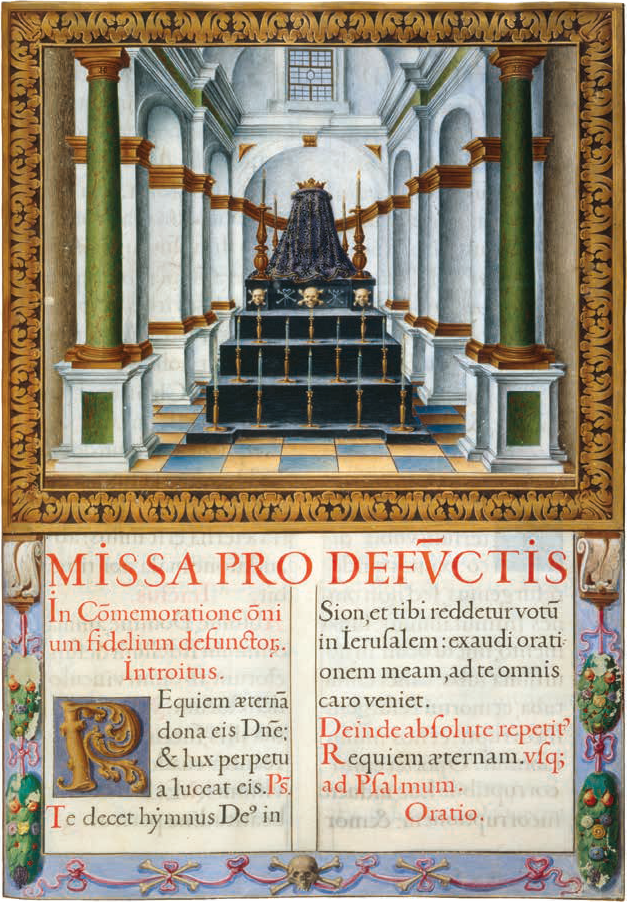
Missa pro defunctis, no Missal da Academia das Ciências (Estêvão Gonçalves Neto, c. 1622)

Um Réquiem (em latim: requiem, acusativo de requies, "descanso") ou Missa de Réquiem, também conhecida como "Missa para os fiéis defuntos" (do latim: Missa pro defunctis) ou "Missa dos fiéis defuntos" (do latim: Missa defunctorum), é uma missa da Igreja Católica oferecida para o repouso da alma ou alma de uma ou mais pessoas falecidas, usando uma forma particular do Missal Romano. É frequentemente, mas não necessariamente, celebrada no contexto de um funeral.
O termo também é usado para cerimônias semelhantes além da Igreja Católica Romana, especialmente no ramo anglo-católico do Anglicanismo e em certas igrejas luteranas. Um serviço similar, com uma forma de ritual e textos totalmente diferente, existe também na Igreja Ortodoxa e Igrejas Católicas orientais, bem como na Igreja Metodista.